# Акургаль
Акургаль — правитель (энси) древнего шумерского государства Лагаш около 2475 года до н. э., из I династии Лагаша.
Сын Ур-Нанше, отец Эанатума. Судя по всему, именно в правление Акургаля энси соседнего шумерского города Уммы вторгся на территорию Лагаша, разрушил поставленную Месилимом пограничную стелу, и захватил область Гуэдину.
Дело в том, что в те дни, когда Месилим был царём Киша и, как минимум, номинальным сюзереном Шумера, между городами Лагаш и Умма возник пограничный конфликт. Оба города явно признавали Месилима своим владыкой. Он начал разбирать тяжбу, проводя границу между двумя государствами в соответствии с оракулом Иштарана, божества, ответственного за улаживание жалоб. Более того, он установил стелу с надписью, чтобы обозначить спорное место и предотвратить дальнейшие споры.
Однако решение, с которым, очевидно, согласились обе стороны, было в пользу Лагаша. Некоторое время спустя после этих событий, Уш, энси Уммы, нарушил условия договора; дата этого события не обозначена, но, по всему видимо, Уш воспользовался сменой правителей и напал на Лагаш после смерти энергичного Ур-Нанше. Уш снёс стелу Месилима в знак того, что он не связан текстом написанного на ней договора, пересёк границу и захватил самую северную часть территории Лагаша под названием Гуэдина из-за которого и возник спор между двумя городами-государствами. Вероятно, Акургаль не смог организовать достойного сопротивления, а ограничился только посылкой посольства, которое правитель Уммы с гневом выгнал.
Видимо, правление Акургаля было не долгим.
| I династия Лагаша        |                                                 |                   |
| Предшественник: Ур-Нанше | правитель Лагаша 1-я половина XXV века до н. э. | Преемник: Эанатум |